# Open d'Austràlia 2024
L'Open d'Austràlia 2024, conegut oficialment com a Australian Open 2024, és un esdeveniment de tennis disputat sobre pista dura que pertany a la categoria de Grand Slam. La 112a edició del torneig se celebrà entre el 14 i el 28 de gener de 2024 al Melbourne Park de Melbourne, Austràlia.

## Resum
- El tennista italià Jannik Sinner va guanyar el primer títol de Grand Slam del seu palmarès i va derrotar en la final al rus Daniïl Medvédev. Sinner va esdevenir el primer tennista italià en guanyar aquest torneig en la modalitat individual i el segon tennista italià en guanyar un títol de Grand Slam individual en l'Era Open després d'Adriano Panatta (1976). Per Medvédev era la segona final disputada a l'Open d'Austràlia sense èxit. Aquesta va ser la primera final del torneig que no disputava cap dels Big Three (Đoković, Rafael Nadal i Roger Federer) des de l'any 2005.[1][2]

- La belarussa Arina Sabalenka va derrotar la xinesa Zheng Qinwen en la final per defensar el títol aconseguit en l'edició anterior, el segon títol de Grand Slam individual del seu palmarès. Sabalenka no va cedir cap set i només 31 jocs en tot el torneig, mentre que Zheng disputava la primera final de Grand Slam de la seva trajectòria.[3][4]

- La parella formada per l'indi Rohan Bopanna i l'australià Matthew Ebden va guanyar el primer títol de Grand Slam junts, el primer de dobles masculins per Bopanna i el segon per Ebden. Bopanna va esdevenir el tennista més veterà de l'Era Open en guanyar un títol de Grand Slam en dobles masculins amb 43 anys. En la final van derrotar els italians Simone Bolelli i Andrea Vavassori, que buscaven el primer títol junts.[5] Bopanna va esdevenir també el tennista més veterà en ser número 1 del rànquing de dobles.[6]

- La parella femenina formada per la taiwanesa Hsieh Su-wei i la belga Elise Mertens van guanyar el segon títol de Grand Slam juntes, per Hsieh va ser el setè títol de Grand Slam en dobles femenins mentre que per Mertens va ser el quart, el segon a l'Open d'Austràlia. Hsieh havia guanyat dos dies abans el títol de dobles mixts de manera que va aconseguir el doblet en aquest torneig. Mertens va recuperar el número del rànquing de dobles en classificar-se per la final.[7]

- La parella formada per la taiwanesa Hsieh Su-wei i el polonès Jan Zieliński van guanyar el primer títol de Grand Slam junts, de fet, es van conèixer just abans de començar el torneig i van decidir participar-hi junts. Per Hsieh fou el primer títol de Grand Slam en aquesta modalitat tot i haver guanyat ja sis títols de Grand Slam en dobles femenins, i per Zieliński va ser el primer títol de Grand Slam en qualsevol modalitat.[8][9]

## Campions/es

### Elit
| Categoria          | Campions/es                 | Finalistes                         | Resultat                |
| ------------------ | --------------------------- | ---------------------------------- | ----------------------- |
| Individual masculí | Jannik Sinner               | Daniïl Medvédev                    | 3−6, 3−6, 6−4, 6−4, 6−3 |
| Individual femení  | Arina Sabalenka             | Zheng Qinwen                       | 6−3, 6−2                |
| Dobles masculins   | Rohan Bopanna Matthew Ebden | Simone Bolelli Andrea Vavassori    | 7−6(0), 7−5             |
| Dobles femenins    | Hsieh Su-wei Elise Mertens  | Liudmila Kitxenok Jeļena Ostapenko | 6−1, 7−5                |
| Dobles mixts       | Hsieh Su-wei Jan Zieliński  | Desirae Krawczyk Neal Skupski      | 6−7(5), 6−4, [11−9]     |

### Júniors
| Categoria          | Campions/es                       | Finalistes                    | Resultat         |
| ------------------ | --------------------------------- | ----------------------------- | ---------------- |
| Individual masculí | Rei Sakamoto                      | Jan Kumstát                   | 3−6, 7−6(2), 7−5 |
| Individual femení  | Renáta Jamrichová                 | Emerson Jones                 | 6−4, 6−1         |
| Dobles masculins   | Maxwell Exsted Cooper Woestendick | Petr Brunclík Viktor Frydrych | 6−3, 7−5         |
| Dobles femenins    | Tyra Caterina Grant Iva Jovic     | Julie Paštiková Julia Stusek  | 6−3, 6−1         |

## Distribució de punts i premis

### Distribució de punts
| Esdeveniment       | G    | F    | SF  | QF  | 4a ronda | 3a ronda | 2a ronda | 1a ronda | Q  | Q3 | Q2 | Q1 |
| Individual masculí | 2000 | 1300 | 800 | 400 | 200      | 100      | 50       | 10       | 30 | 16 | 8  | 0  |
| Dobles masculins   | 2000 | 1200 | 720 | 360 | 180      | 90       | 0        | −        | −  | −  | −  | −  |
| Individual femení  | 2000 | 1300 | 780 | 430 | 240      | 130      | 70       | 10       | 40 | 30 | 20 | 2  |
| Dobles femenins    | 2000 | 1300 | 780 | 430 | 240      | 130      | 10       | −        | −  | −  | −  | −  |

### Distribució de premis
| Esdeveniment | G         | F         | SF      | QF      | 4a ronda | 3a ronda | 2a ronda | 1a ronda | Q3     | Q2     | Q1     |
| Individual   | 3.150.000 | 1.725.000 | 990.000 | 600.000 | 375.000  | 255.000  | 180.000  | 120.000  | 65.000 | 44.100 | 31.250 |
| Dobles       | 730.000   | 400.000   | 227.500 | 128.000 | 75.000   | 53.000   | 36.000   | −        | −      | −      | −      |
| Dobles mixts | 165.000   | 94.000    | 50.000  | 26.500  | 13.275   | 6.900    | −        | −        | −      | −      | −      |

- Els premis són en dòlars australians.
- Els premis de dobles són per equip.